# Peter von Wast
Peter von Wast, Peter von Wast junge (ur. 30 stycznia 1689 w Gdańsku, zm. 12 grudnia 1754 w Gdańsku) – tajny radca wojskowy i kapitan, dyplomata saski i polski.
Rodzicami byli Peter II von Wast (1645-1718) i Dorothea Braun (1665-1695). Pełnił funkcję rezydenta Saksonii i Polski w Gdańsku (1735-1738). Pochowany w Kościele Świętej Trójcy w Gdańsku.